# Ifimedia
En la mitología griega, Ifimedia o Ifimedea (Ἰφιμέδεια / Iphimédeia) era hija del rey Tríopas o Tríope de Tesalia, pero no se ha conservado el nombre de su madre. Fue una reina célebre por ser madre de los gigantescos alóadas, e incluso Odiseo se la encontró como una sombra durante su descenso por el inframundo. Su nombre ya se encuentra en las tablillas micénicas bajo la forma i-pe-me-de-ja.
Acaso el relato más conocido de Ifimedea es el que se describe en la Biblioteca mitológica. Ahí se nos dice que Ifimedea se había desposado con su tío Aloeo, pero ella se enamoró de Poseidón, e iba frecuentemente al mar, cogía las olas con las manos y las vertía en su regazo. Habiéndose unido finalmente a ella Poseidón, tuvo dos hijos, Oto y Efialtes, llamados los Alóadas. Estos crecían cada año un codo de anchura y una braza de altura, llegando a adoptar un tamaño gigantesco con solo nueve años de edad. Ovidio es el único autor que añade el detalle de que el propio Poseidón sedujo a Ifimedia adoptando la forma del río Enipeo; no obstante en el resto de fuentes esta particularidad siempre se corresponde a Tiro. De la misma manera Higino dice que Ifimedia era hija de Neptuno, pero los textos de este autor suelen estar corruptos; en realidad Poseidón era el padre de Aloeo y abuelo de Ifimedea. En el Catálogo de mujeres se nos dice que los Alóyadas, como son citados en la obra, eran hijos de Aloeo, pero el escolio nos aclara a continuación que Aloeo fue el padre putativo, en tanto que Poseidón el biológico.
Al menos dos autores han atestiguado que Ifimedea y Aloeo fueron padres además de una muchacha, Pancrátide. Cuando Ifimedia y su hija celebraban una orgía en honor del dios Dioniso en el monte Drío fueron secuestradas con el resto de las bacantes por unos piratas o por las tropas tracias de Butes, que las llevaron hasta Naxos. Allí Ifimedia fue tomada por un favorito del rey, mientras que su hija lo era por el rey mismo. Pero pronto fueron rescatadas por los alóadas, que por orden de su padre Aloeo, derrotaron a los tracios con facilidad, destruyeron la ciudad y liberaron a su hermana y a su madre.
Ifimedia era adorada como heroína en Milasa (Caria), y tenía como sepultura, junto a sus hijos, un monumento en Antedón.